# دهستان شنبه
شنبه، دهستانی است از توابع بخش شنبه و طسوج شهرستان دشتی در استان بوشهر ایران.

## جمعیت
براساس سرشماری سال ۱۳۸۵ جمعیت آن ۶٬۳۶۱ نفر (۱٬۳۲۲ خانوار) بوده‌است.